# Пам'ятки історії Любарського району
У Любарському районі Житомирської області на обліку перебуває 94 пам'ятки історії.
| №п/п  | Охоронний номер | Найменування пам'ятки                                                                                         | Адреса                                                                                         | Рік               | Автор                                    | № рішення про взяття на державний облік | Фото |
| ----- | --------------- | --- | ---------------------------------------------------------------------------------------------- | ----------------- | ---------------------------------------- | --------------------------------------- | ---- |
| 1.    | 741             | Група братських могил (2) радянських воїнів. Поховано 113 чол.                                                | с. Авратин,Авратинська с/р., біля клубу.                                                       | 1956              | -                                        | № 442 від29.09.1969 р.                  |      |
| 2.    | 742             | Група братських могил (2) радянських воїнів. Поховано 28 осіб.                                                | с. Авратин, Авратинська с/р., на кладовищі. Південно-східна частина, на західній околиці села. | 1950              | -                                        | № 442 від29.09.1969 р.                  |      |
| 3.    | 1634            | Пам'ятник воїнам — односельчанам                                                                              | с. Авратин, Авратинська с/р., біля клубу                                                       | 1972              | -                                        | № 388 від 6.09.1976 р.                  |      |
| 4.    | 743             | Братська могила радянських воїнів. Поховано 22 чол.                                                           | с. Березівка, Березівська с/р., в центрі села                                                  | 1965              | -                                        | № 442 від 29.09.1969 р.                 |      |
| 5.    | 2506            | Пам'ятник воїнам-односельчанам                                                                                | с. Березівка, Березівська с/р., в центрі села                                                  | 1981              | Ск. П. О. Кузніцов, Арх. В. Г. Гнезділов | № 22 від 21.01.1983 р.                  |      |
| 6.    | 2616            | Братська могила борців за встановлення радянської влади                                                       | с. Бичева, Бичівська с/р.                                                                      | 1965              | -                                        | № 52 від 04.02.1985 р.                  |      |
| 7.    | 767             | Могила лейтенанта Петренка — радянського воїна.                                                               | с. Бичева, Бичівська с/р., на кладовищі                                                        | 1990              | -                                        | № 390 від 08.10.1992 р.                 |      |
| 8.    | 744             | Група братських могил (4) та пам'ятник воїнам-землякам. Поховано 17 чол.                                      | с. Борушківці, Старочорторийська с/р., в центрі                                                | 19541970          | -                                        | № 442 від 29.09.1969 р.                 |      |
| 9.    | 769             | Могила радянського воїна.                                                                                     | с. Борушківці, Старочорторийська с/р., на кладовищі                                            | 1975              | -                                        | № 390 від 08.10.1992 р.                 |      |
| 10.   | 745             | Братська могила радянських воїнів. Поховано 5 чоловік.                                                        | с. Великий Браталів, Великобраталівська с/р., на кладовищі                                     | 1953              | -                                        | № 442 від 29.09.1969 р.                 |      |
| 11.   | 746             | Група братських могил (2) радянських воїнів та пам'ятник воїнам-односельцям. Поховано 9 чол.                  | с. Великий Браталів, Великобраталівська с/р, біля школи                                        | 19531975          | -                                        | № 442 від 29.09.1969 р.                 |      |
| 12.   | 747             | Братська могила радянських воїнів. Поховано 14 чол.                                                           | с. Велика Волиця, Великоволицька с/р, в центрі села                                            | 1960              | -                                        | № 442 від 29.09.1969 р.                 |      |
| 13.   | 2507            | Пам'ятник воїнам-односельчанам.                                                                               | с. Велика Волиця, Великоволицька с/р, в центрі села                                            | 1980              | -                                        | № 22 від 21.01.1983 р.                  |      |
| 14.   | 748             | Братські могили (4) радянських воїнів та пам'ятник воїнам-односельчанам. Поховано 419 чол.                    | с. Великі Деревичі, Великодеревичівська с/р, в центрі села                                     | 19541973          | -                                        | № 442 від 29.09.1969 р.                 |      |
| 15.   | 1626            | Група індивідуальних (2) могил радянських воїнів (льотчиків). Поховано 3 чоловіка.                            | с. Великі Деревичі, Великодеревичівська с/р, на кладовищі                                      | 1947              | -                                        | № 388від 06.09.1976 р.                  |      |
| 16.   | 749             | Братська могила радянських воїнів. Поховано 12 чолоік.                                                        | с. Веселка, Веселівська с/р, біля школи                                                        | 1959              | -                                        | № 442 від 29.09.1969 р.                 |      |
| 17. . | 779             | Братська могила радянських воїнів.                                                                            | с. Веселка, Веселівська с/р, на кладовищі                                                      | 1988              | -                                        | № 390 від 08.10.1992 р.                 |      |
| 18. . | 780             | Могила Ковальовського М. Н. — радянського воїна.                                                              | с. Веселка, Веселівська с/р, в центрі села                                                     | 1959              | -                                        | № 390 від 08.10.1992 р.                 |      |
| 19.   | 750             | Братська могила радянських воїнів. Поховано 14 чол.                                                           | с. Вигнанка, Вигнанська с/р, в центрі села                                                     | 19521989          | -                                        | № 442 від 29.09.1969 р.                 |      |
| 20.   | 2154            | Пам'ятник воїнам-односельчанам.                                                                               | с. Вигнанка, Вигнанська с/р, в центрі села                                                     | 1975              | -                                        | № 559 від 26.12.1979 р.                 |      |
| 21.   | 751             | Братська могила радянських воїнів. Поховано 2 чол.                                                            | с. Виноградівка, Меленецька с/р, на кладовищі                                                  | 1947              | -                                        | № 442 від 29.12.1969 р.                 |      |
| 22.   | 3132            | Пам'ятник репресованим жителям села.                                                                          | с. Виноградівка, Меленецька с/р                                                                | 1998              | -                                        | № 616 від 29.09.1999 р.                 |      |
| 23.   | 755             | Група братських могил (3) радянських воїнів та пам'ятник воїнам-односельчанам. Поховано 51 чол.               | с. Гізівщина, Гізівщинська с/р, біля школи                                                     | 19571975          | -                                        | № 442 від 29.09.1969 р.                 |      |
| 24.   | 752             | Братська могила радянських воїнів. Поховано 25 чол.                                                           | с. Глезне, Глезненська с/р, на кладовищі                                                       | 19531986          | -                                        | № 442 від 29.09.1969 р.                 |      |
| 25.   | 781             | Братська могила жертв фашизму.                                                                                | с. Глезне, Глезненська с/р                                                                     | 1977              | -                                        | № 390 від 08.10. 1992 р.                |      |
| 26.   | 2617            | Пам'ятник воїнам — односельчанам.                                                                             | с. Глезне, Глезненська с/р                                                                     | 1980              | -                                        | № 52 від 04.02.1985 р.                  |      |
| 27.   | 753             | Група братських могил (2) радянських воїнів. Поховано 85 чол.                                                 | с. Горопаї, Горопаївська с/р, біля лікарні.                                                    | 1958              | -                                        | № 442 від 29.09.1969 р.                 |      |
| 28.   | 2508            | Пам'ятник воїнам-односельчанам та воїнам-визволителям.                                                        | с. Горопаї, Горопаївська с/р, в центрі села                                                    | 1979              | -                                        | № 22 від 21.01.1983 р.                  |      |
| 29.   | 756             | Група братських могил (4 ?) радянських воїнів та пам'ятник. Поховано 58 чол. (скульптор, apx. Йосип Табачник) | с. Гринівці, Малобраталівська с/р, в центрі села                                               | 1995              | -                                        | № 442 від 29.09.1969 р.                 |      |
| 30.   | 754             | Братська могила радянських воїнів. Поховано 35 чол.                                                           | с. Громада, Громадська с/р, на кладовищі                                                       | 19491985          | -                                        | № 442 від 29.09.1969 р.                 |      |
| 31.   | 757             | Група одиночних (2) та братська могила (1) радянських воїнів. Поховано 46 чол.                                | с. Демківці, Гізівщинська с/р, на кладовищі                                                    | 1949              | -                                        | № 442 від 29.09.1969 р.                 |      |
| 32.   | 791             | Братська могила радянських воїнів. Поховано невідома кількість чол.                                           | с. Дослідне, Старочорторийська с/р, в центрі села                                              | 1958              | -                                        | № 442 від 29.09.1969 р.                 |      |
| 33.   | 758             | Братська могила радянських воїнів. Поховано 18 чол.                                                           | с. Житинці, Гізівщинська с/р, на кладовищі                                                     | 19491988          | -                                        | № 442 від 29.09.1969 р.                 |      |
| 34.   | 2155 (?)        | Пам'ятник воїнам-односельчанам.                                                                               | с. Житинці, Гізівщинська с/р, в центрі села                                                    | 1967              | -                                        | № 599 від 26.12.1979 р.                 |      |
| 35.   | 759             | Братська могила радянських воїнів. Поховано 19 чол.                                                           | с. Іванківці, Стрижівська с/р, в центрі села                                                   | 1949              | -                                        | № 442 від 29.09.1969 р.                 |      |
| 36.   | 760             | Братська могила радянських воїнів. Поховано 132 чол.                                                          | с. Кириївка, Авратинська с/р, на кладовищі                                                     | 19681972(замена?) | -                                        | № 442 від 29.09.1969 р.                 |      |
| 37.   | 1627            | Пам'ятник воїнам-односельцям.                                                                                 | с. Кириївка, Авратинська с/р в центрі, біля БК                                                 | 1970              | -                                        | № 388 від 06.09.1976 р.                 |      |
| 38.   | 761             | Братська могила радянських воїнів. Поховано 40 чол.                                                           | с. Коваленки, Панасівська с/р, Центр.                                                          | 1957              | -                                        | № 442 від 29.09.1969 р.                 |      |
| 39.   | 762             | Братська могила радянських воїнів. Поховано невідома кількість людей.                                         | с. Коростки, Коростківська с/р, на захід від села (біля будинку опіки)                         | 1960              | -                                        | № 442 від 29.09.1964 р.                 |      |
| 40.   | 763             | Братська могила радянських воїнів. Поховано 17 чол.                                                           | с. Коростки, Коростківська с/р, в центрі села                                                  | 1955              | -                                        | № 442 від 29.09.1969 р.                 |      |
| 41.   | 764             | Братська могла радянських воїнів. Поховано 60 чол.                                                            | с. Кутище, Липненська с/р, на кладовищі                                                        | 1952              | -                                        | № 442 від 29.09.1969 р.                 |      |
| 42.   | 1628            | Група братських могил радянських воїнів. Поховано 57 чол.                                                     | с. Кутище, Липненська с/р, в центрі села                                                       | 1955              | -                                        | № 442 від 29.09.1969 р.                 |      |
| 43.   | 765             | Перезахоронено 119 радянських воїнів у братську могилу с. Гізівщина.                                          | с. Ленінське                                                                                   |                   |                                          |                                         |      |
| 44.   | 766             | Група братських могил (2) радянських воїнів. Поховано 89 чол.                                                 | с. Липне, Липненська с/р, на кладовищі                                                         | 1951              | -                                        | № 442 від 29.09.1969 р.                 |      |
| 45.   | 766/а           | Могила Усіка М. Т. — Героя Радянського Союзу.                                                                 | с. Липне, Липненська с/р, на кладовищі                                                         | 1951              | -                                        | № 442 від 29.09.1969 р.                 |      |
| 46.   | 1629            | Пам'ятник воїнам-односельчанам.                                                                               | с. Липне, Липненська с/р, в центрі села, біля клубу.                                           | 1967              | -                                        | № 388 від 06.09.1976 р.                 |      |
| 47.   | 1630            | Братська могила радянських воїнів. Поховано невідома кількість людей.                                         | с. Липне, Липненська с/р, біля лікарні.                                                        | 1953              | -                                        | № 388 від 06.09.1976 р.                 |      |
| 48.   | 2509            | Пам'ятник воїнам-односельчанам та воїнам-визволителям.                                                        | с. Липне, Липненська с/р, в центрі села                                                        | 1977              | -                                        | № 22 від 21.01.1983 р.                  |      |
| 49.   | 770             | Братська могила радянських воїнів. Поховано 31 чол.                                                           | с. Малий Браталів, Малобраталівська с/р, на кладовищі                                          | 1959              | -                                        | № 442 від 29.09.1969 р.                 |      |
| 50.   | 2512            | Пам'ятник воїнам-односельчанам.                                                                               | с. Малий Браталів, Малобраталівська с/р, в центрі села                                         | 1978              | -                                        | № 22 від 21.01.1983 р.                  |      |
| 51.   | 771             | Братська могила радянських воїнів. Поховано 5 чол.                                                            | с. Мала Деревичка, Глезненська с/р, на кладовищі                                               | 19511986          | -                                        | № 442 від 29.09.1969 р.                 |      |
| 52.   | 772             | Братська могила радянських воїнів. Поховано 4 чол. ?                                                          | с. Меленці, Меленецька с./р, на кладовищі                                                      | 1949              | -                                        | № 442 від 29.09.1969 р.                 |      |
| 53.   | 2568            | Пам'ятник воїнам-односельчанам.                                                                               | с. Меленці, Меленецька с./р.                                                                   | 1975?1982?        | -                                        | № 468 від 29.10.1983 р.                 |      |
| 54.   | 773             | Братська могила радянських воїнів. Поховано 58 чол.                                                           | с. Михайлівка, Веселківська с/р, в центрі села                                                 | 19551990          | -                                        | № 442 від 29ю09ю1969 р.                 |      |
| 55.   | 774             | Група братських могил (12) радянських воїнів. Поховано 40 чол. ?                                              | с. Мотовилівка, Мотовилівська с./р, на кладовищі                                               | 1950              | -                                        | № 442 від 29.09.1969 р.                 |      |
| 56.   | 2156            | Пам'ятник воїнам-односельчанам.                                                                               | с. Мотовилівка, Мотовилівська с./р, в центрі села                                              | 1971              | -                                        | № 559 від 26.12.1979 р.                 |      |
| 57.   | 775             | Братська могила радянських воїнів. Поховано 37 чол.                                                           | с. Новий Любар, Юрівська с/р                                                                   | 1953              | -                                        | № 442 від 29.09.1969 р.                 |      |
| 58.   | 2619            | Братська могила радянських воїнів.                                                                            | с. Новий Любар, Юрівська с/р, південно-східна околиця кладовища                                | 1946              | -                                        | № 52 від 04.02.1985 р.                  |      |
| 59.   | 776             | Група братських могил (15) радянських воїнів. Поховано 60 чол.                                                | с. Нова Чортория, Новочорторийська с/р, на кладовищі                                           | 19471990          | -                                        | № 442 від 29.09.1969 р.                 |      |
| 60.   | 777             | Група братських могил. (Перезахоронено на кладовище. На підставі довідки Любарської рай. Ради.)               | с. Нова Чортория, Новочорторийська с/р, в центрі села                                          | -                 | -                                        | -                                       |      |
| 61.   | 2841            | Братська могила жертв фашизму.                                                                                | с. Нова Чортория, Новочорторийська с/р, на правому березі р. Случ                              | 1990              | -                                        | № 390 від 08.10.1992 р.                 |      |
| 62.   | 2842            | Могила Кірпи М. Т. — радянського воїна.                                                                       | с. Нова Чортория, Новочорторийська с/р, на кладовищі                                           | 1990              | -                                        | № 390 від 08.10.1992 р.                 |      |
| 63.   | 778             | Група братських могил (4) радянських воїнів. Поховано 22 чол.                                                 | с. Панасівка, Панасівська с/р, на кладовищі                                                    | 1947              | -                                        | № 442 від 29.09.1969 р.                 |      |
| 64.   | 782             | Братська могила радянських воїнів. Поховано 28 чол.                                                           | с. Панасівка, Панасівська с/р, в центрі села                                                   | 1955              | -                                        | № 442 від 29.09.1969 р.                 |      |
| 65.   | 783             | Братська могила радянських воїнів.                                                                            | с. Пединки, Пединківська с./р                                                                  | 1946?             | -                                        | № 442 від 29.09.1969 р.                 |      |
| 66.   | 784             | Братська могила радянських воїнів. Поховано 18 чол.                                                           | с. Пединки, Пединківська с./р, біля дороги на Любар                                            | 19501989          | -                                        | № 442 від 29.09.1969 р.                 |      |
| 67.   | 785             | Братська могила радянських воїнів та пам'ятний знак воїнам-односельчанам. Поховано 18 чол.                    | с. Пединка, Пединківська с/р, біля школи.                                                      | 1956              | -                                        | № 442 від 29.09.1969 р.                 |      |
| 68.   | 787             | Пам'ятник воїнам-односельчанам.                                                                               | с. Привітів, Привітівська с./р, в центрі, біля магазину                                        | 1958              | -                                        | № 442 від 29.09.1969 р.                 |      |
| 69.   | 786             | Братська могила радянських воїнів та пам'ятний знак воїнам-односельчанам. Поховано 48 чол.                    | с. Провалівка, Пединківська с/р, в центрі села                                                 | 19461986          | -                                        | № 442 від 29.09.1969 р.                 |      |
| 70.   | 2157            | Братська могила радянських воїнів. Поховано 13 чол.                                                           | с. Провалівка, Пединківська с/р в колгоспному дворі.                                           | 1962              | -                                        | № 559 від 26.12.1979 р.                 |      |
| 71.   | 2620            | Братська могила радянських воінів. Кількість поховаих невідома.                                               | с. Піщане чи смт Любар ?                                                                       | 1981              | -                                        | № 52 від 04.02.1985 р.                  |      |
| 72.   | 2621            | Братська могила радянських воїнів. Кількість похованих невідома.                                              | с. Рогізна, Бичівська с/р                                                                      | 1965              | -                                        | № 52 від 04.02.1985 р.                  |      |
| 73.   | 2158            | Братська могила радянських воїнів. Поховано 12 чол.                                                           | с. Северинівка, Березівська с/р, в центрі села                                                 | 1967              | -                                        | № 559 від 26.12.1979 р.                 |      |
| 74.   | 2622            | Пам'ятник воїнам-односельчанам.                                                                               | с. Семенівка, Мотовилівська с/р                                                                | 1950              | -                                        | № 52 від 04.02.1985 р.                  |      |
| 75.   | 788             | Братська могила радянських воїнів. Кількість похованих невідома.                                              | с. Северинівка, Березівська с/р, на кладовищі                                                  | 1950              | -                                        | № 442 від 29.09.1969 р.                 |      |
| 76.   | 790             | Братська могила радянських воїнів. Кількість похованих невідома.                                              | с. Семенівка, Мотовилівська с/р, в центрі                                                      | 1955              | -                                        | № 442 від 29.09.1969 р.                 |      |
| 77.   | 789             | Братська могила радянських воїнів. Поховано 19 чол.                                                           | с. Семенівка, Мотовилівська с/р, на кладовищі                                                  | 1950              | -                                        | № 442 від 29.09.1969 р.                 |      |
| 78.   | 792             | Братська могила радянських воїнів. Поховано 28 чол.                                                           | с. Старий Любар, Стрижівська с/р, на кладовищі                                                 | 1955              | -                                        | № 442 від 29.09.1969 р.                 |      |
| 79.   | 1631            | Група (3) братських могил радянських воїнів. Поховано 90 чол.                                                 | с. Стара Чортория, Старочорторийська с/р, біля школи.                                          | 1967 ?            | -                                        | № 388 від 06.09.1976 р.                 |      |
| 80.   | 1632            | Пам'ятник воїнам-односельчанам.                                                                               | с. Стара Чортория, Старочорторийська с/р, на законсервованому кладовищі                        | 1968              | -                                        | № 388 від 06.09.1976 р.                 |      |
| 81.   | 2569            | Пам'ятник воїнам-землякам.                                                                                    | с. Стрижівка, Стрижівська с/р, біля школи                                                      | 1981              | -                                        | № 468 від 29.10.1983р                   |      |
| 82.   | 793             | Братська могила радянських воїнів. Поховано 14 чол.                                                           | с. Стрижівка, Стрижівська с/р, на кладовищі.                                                   | 1959              | -                                        | № 442 від 29.09.1969р                   |      |
| 83.   | 2843            | Братська могила радянських воїнів. Кількість похованих невідома.                                              | с. Стрижівка, Стрижівська с/р, на кладовищі.                                                   | 1956              | -                                        | № 390 від 08.10.1992р                   |      |
| 84.   | 2840            | Братська могила радянських воїнів. Кільість похованих невідома.                                               | с. Стрижівка, Стрижівська с/р, на кладовищі, біля колгоспного двору                            | 1956              | -                                        | № 390 від 08.10.1992 р.                 |      |
| 85.   | 794             | Братська могила радянських воїнів. Поховано 220 чол.                                                          | с. Филинці, Веселківська с/р, в центрі села                                                    | 1957              | -                                        | № 442 від 29.09.1969 р.                 |      |
| 86.   | 795             | Група (2) братських могил радянських воїнів та пам'ятник воїнам-односельчанам. Поховано 225 чол.              | с. Филинці, Веселківська с/р, на околиці села, біля лісу.                                      | 19461957          | -                                        | № 442 від 29.09.1969 р.                 |      |
| 87.   | 796             | Братська могила радянських воїнів. Кількість похованих невідома.                                              | с. Юрівка, Юрівська с/ р, на кладовищі.                                                        | 1945              | -                                        | № 442 від 29.09.1969 р.                 |      |
| 88.   | 1633            | Група братських могил (5) радянських воїнів. Поховано 60 чол.                                                 | с. Юрівка, Юрівська с/р, біля церкви.                                                          | 1969              | -                                        | № 442 від 29.09.1969 р.                 |      |
| 89.   | 2510            | Пам'ятник воїнам-визволителям.                                                                                | с. Юрівка, Юрівська с/р, на східній околиці села                                               | 1978              | -                                        | № 22 від 21.01.1983 р.                  |      |
| 90.   | 2566            | Обеліск Слави.(Пам'ятник воїнам-визволителям)                                                                 | смт Любар, Любарська селищна рада, вул. Черняхівського                                         | 19811980?         | -                                        | № 468 від 29.10.1983 р.                 |      |
| 91.   | 2567            | Пам'ятник декабристам.                                                                                        | смт Любар, Любарська селищна рада, вул. Леніна                                                 | 1982              | -                                        | № 468 від 29.10.1983 р.                 |      |
| 92.   | 2618            | Пам'ятник воїнам-артилеристам.                                                                                | смт Любар, Любарська селищна рада, пл. Перемоги                                                | 1984              | -                                        | № 52 від 04.02.1985 р.                  |      |
| 93.   | 768             | Група (3) братських могил учасників громадянської війни та радянських воїнів. Поховано 128 чол.               | смт Любар, Любарська селищна рада, в центрі, в парку                                           | 1971              | Нечуйвітер В. І.                         | № 442 від 29.09.1969 р.                 |      |
| 94.   | 2511            | Пам'ятний знак на місці будинку, в якому проводились засідання підпільного райкому партії.                    | смт Любар, Любарська селищна рада, вул. Крилова,14а                                            | 1980              | -                                        | № 22 від 21.01.1983 р.                  |      |